# اولگ استپانوف
اولگ استپانوف (روسی: Олег Серге́евич Степанов؛ ۱۰ دسامبر ۱۹۳۹ – ۲۷ فوریه ۲۰۱۰) جودوکار اهل روسیه بود.
وی همچنین برندهٔ جوایزی همچون نشان پرچم سرخ کار شده‌است.
وی در مسابقات کشوری و بین‌المللی در مجموع برندهٔ ۲ مدال برنز شده‌است.